# Erika Sziva
Erika Sziva (Budapest, 8 de junio de 1967) es una ajedrecista neerlandesa de origen húngaro que ostenta los títulos de Maestra Internacional (WIM) y Gran Maestra (WGM) por la Federación Internacional de Ajedrez. Fue ganadora del Campeonato de Ajedrez Femenino de Hungría (1988) y cinco veces ganadora del Campeonato de Ajedrez Femenino de Países Bajos (1992, 1994, 1996, 1998 y 1999).

## Carrera
En 1988, Sziva ganó el Campeonato de Ajedrez Femenino de Hungría. En 1989, se casó y se mudó a los Países Bajos. En 1990, en el Torneo Interzonal de Genting Highlands, quedó en el puesto 12. Ganó cinco veces el Campeonato de Ajedrez Femenino de los Países Bajos: en 1992, 1994, 1996, 1998 y 1999. En 2000, compitió en el Campeonato Mundial Femenino de Ajedrez por sistema de eliminación directa y en la primera ronda perdió contra la ucraniana Natalia Zhukova.
Erika Sziva jugó para los Países Bajos en las Olimpiadas de Ajedrez Femeninas:
- En 1992, en el primer tablero de la 30.ª Olimpiada de Ajedrez (femenina) en Manila (+4, =3, -4),
- En 1994, en el primer tablero de la 31.ª Olimpiada de Ajedrez (femenina) en Moscú (+5, =5, -2),
- En 1996, en el primer tablero de la 32.ª Olimpiada de Ajedrez (femenina) en Ereván (+5, =4, -2),
- En 1998, en el segundo tablero de la 33.ª Olimpiada de Ajedrez (femenina) en Elista (+3, =8, -0).
- En 2000, en el segundo tablero de la 34.ª Olimpiada de Ajedrez (femenina) en Estambul (+5, =6, -2).

Sziva jugó con los Países Bajos en los Campeonatos Europeos de Ajedrez por Equipos:
- En 1997, en el primer tablero del 2.º Campeonato Europeo de Ajedrez por Equipos (femenino) en Pula (+3, =2, -2).

En 1999, se le concedió el título de Maestra Internacional FIDE (WIM) y un año más tarde recibió el título de Gran Maestra FIDE (WGM).